# Kévin Ledanois
Kévin Ledanois (Noisy-le-Sec, 13 de julho de 1993) é um ciclista profissional francês que atualmente corre para a equipa Arkéa Samsic. O seu pai, Yvon Ledanois, foi também ciclista profissional.

## Palmarés
- 2014
  - Tour de Jura

- 2015
  - Campeonato Mundial em Estrada sub-23  [2]

## Resultados em Grandes Voltas
| Corrida | Corrida         | 2015 | 2016 | 2017 | 2018 | 2019  | 2020  | 2021 |
| ------- | --------------- | ---- | ---- | ---- | ---- | ----- | ----- | ---- |
|         | Giro d'Italia   | —    | —    | —    | —    | —     | —     | —    |
|         | Tour de France  | —    | —    | —    | 96.º | 103.º | 102.º | —    |
|         | Volta a Espanha | —    | —    | —    | —    | —     | —     | —    |

—: não participa

Ab.: abandono